# Herman Meima
Herman Meima (Stadskanaal, 20 juli 1905 - Laren, 16 juli 1999) was een Nederlands leraar aan de vakopleiding voor textiel en Hogere school voor Textiel en  componist.

## Leven en werk
Meima, zoon van de in Bedum geboren manufacturier Kornelis Meima  en  Willemtje Melles, geboren in Winsum, ontving van verschillende personen les in muziek. Vanaf zijn veertiende kreeg hij muziekles van Johannes Rijpkema in Sneek en later van Alfred Mai in Berlijn. Alfred Mai doceerde hem ook muziektheorie, die hij ook gaat volgen bij S. van der Bilt en Ernest W. Mulder. Zanglessen volgde hij in Leeuwarden bij Doe Haasdijk en in Den Haag bij Henk Borkent.  Mulder en Mai gaven hem eveneens pianoles. Ondanks deze uitvoerige studie maakte hij van muziek niet zijn beroep, maar ging hij de textiel in, wat ook het vakgebied van zijn vader was. Hij werd uiteindelijk leraar op de vakschool voor textiel DETEX en de Hogere School voor Textiel in Tilburg.  Bij de Stichting Vakopleiding voor de Textieldetailhandel verschenen boeken van zijn hand over bedrijfskleding (4e druk in 1955) en over heren- en jongensbovenkleding (1951).
Nadat hij met pensioen was gegaan wijdde hij zich aan het componeren van muziek. Hij zette de liederen van Otto Bünker op muziek op basis van de stem van Hermann Schey. Nadat deze zanger inderdaad liederen van hem toevoegde aan zijn repertoire, werd het werk ook door andere zangers uitgevoerd.  Verder zette hij onder meer gedichten van Guido Gezelle, bijvoorbeeld "Zonder tik of tinte daarin", op muziek en componeerde hij symfonische-etudes voor harmonieorkest en variaties voor fanfare. In druk verschenen bij uitgeverij Willemsen in Amersfoort onder meer een concert voor klavecimbel en orgel, een pianosonatine, kerstliederen,  partituren voor gezangen uit Liedboek voor de Kerken voor orgel en trompet  en 150 psalmen in driestemmig contrapunt. De bas-bariton Pieter Vis leverde voor de omslagen van de laatste serie de illustraties. Vis zette in 1980 ook door Herman Meima op muziek gezette gedichten van Guido Gezelle op plaat. Op 20 mei 2009 nam Vis ter gelegenheid van de tiende sterfdagherdenking van Meima nog een compositie van hem op in het programma van een concert.. Ook op de cd "Pfeifen und Saiten" van het Duitse echtpaar Burkhard en Petra Mohr is een compositie van Meima opgenomen: "Myn Ziele treur! Pavana Lacrimae"
Meima was gehuwd met Eliezabeth Kolstein. Hij overleed op bijna 94-jarige leeftijd op 16 juli 1999 in het Noord-Hollandse Laren.

## Composities (selectie)
- 20 tweestemmige inventies: voor piano en orgel (1978)
- 5 miniaturen : voor piano (1978)
- 4 intermezzi (inmodi antica): voor piano (1978)
- De 150 psalmen: in 3 stemmig contrapunt: orgel (manualiter) (1978)
- Deux chansons, berceuse et rêverie: soprano, flûte et piano (1976)
- Bloesem: vijf kleengedichtjes van Guido Gezelle: voor middenstem met pianobegeleiding
- Koraalvoorspelen voor orgel: dertig korte, eenvoudige, canonische voorspelen voor gezangen uit het liedboek voor kerken (dreizig kurze, leicht ausführbare, kanonische Choralvorspiele zu den Chorälen aus dem Evangelischen Kirchengesangbuch)

- Gemeinsame Normdatei: 1139800671
- International Standard Name Identifier: 0000 0003 9329 9883
- Library of Congress Control Number: n81010828
- Nederlandse Thesaurus van Auteursnamen: 073705500
- Système universitaire de documentation: 184253489
- Virtual International Authority File: 287552293
- WorldCat: E39PBJv8FRPB36cbKKPYJw3YT3